# Col·legi de Professionals de la Ciència Política i de la Sociologia de Catalunya
El Col·legi de Professionals de la Ciència Política i de la Sociologia de Catalunya (COLPIS) és una organització professional sense ànim de lucre, constituïda com a corporació de dret públic i que desenvolupa serveis i activitats professionals adreçades a sociòlegs/ogues i politòlegs/ogues al llarg del territori català. Tot i que també engloba a professionals d'altres disciplines com són la gestió i administració pública, relacions internacionals i seguretat.
El Col·legi es va crear l'any 1989 (en aplicació de la disposició transitòria 2a de la Llei 13/1982 de Col·legis Professionals) amb la finalitat d'oferir un assessorament i seguiment en la tasca professional de les seves persones associades, mitjançant serveis de suport i informació, així com amb l'objectiu de promoure el coneixement de la Ciència Política i de la Sociologia en el si de la nostra societat.
El setembre de 2020 el Col·legi de Professionals de la Ciència Política i de la Sociologia de Catalunya va modificar els seus Estatuts, introduint-ne algunes novetats, de manera que a banda de les persones titulades en Ciències Polítiques i Sociologia també s'incorporen les titulacions en Relacions Internacionals, Gestió i Administració Pública i Seguretat. També els nous estatuts en modifiquen el nom passant d'anomenar-se Col·legi de Politòlegs i Sociòlegs de Catalunya a Col·legi de Professionals de la Ciència Política i de la Sociologia de Catalunya amb l'objectiu de dotar-se d'un nom inclusiu i no sexista. També la modificació dels Estatuts van servir per aprofundir en els mecanismes democràtics de governança del Col·legi professional.

## Òrgans de Govern
El Col·legi de Professionals de la Ciència Política i de la Sociologia de Catalunya és dirigit per la Junta de Govern, d'acord amb els seus estatuts, el 15 de juliol de 2021 van tenir lloc les darreres eleccions a la Junta de Govern del Col·legi.
Actualment, la Junta de Govern està encapçalada pel Degà, el Dr. Jordi Pacheco i Canals.
Des de la seva fundació el Col·legi ha estat dirigit pels degans/anes següents:
- Jesús María Rodés i Gràcia (1989-1992)
- Montserrat Tressera i Pijoan (1992 -1999)
- Joan Botella i Corral (1999 - 2005)
- Anna Parés i Rifà (2005 - 2017)
- Jordi Pacheco i Canals (2017 - actualment)

## Organització
Per a desenvolupar les seves funcions el Col·legi s'organitza amb diverses comissions de treball. Per una banda, des d'un vessant territorial i per l'altra des d'un vessant temàtic.
Així doncs, pel que fa al vessant territorial hi ha les comissions següents:
- Comissió de Girona
- Comissió de la Catalunya Central
- Comissió de les Terres de l'Ebre
- Comissió de Lleida
- Comissió del Camp de Tarragona
- Comissió de Brussel·les (que du a terme funcions de representació internacional)

Amb relació a les comissions temàtiques hi ha les següents:
- Comissió de Gestió Pública
- Comissió de Mediació
- Comissió de Gènere
- Comissió de Joves Professionals
- Comissió de Societat Digital
- Comissió de Relacions Internacionals
- Comissió de Política i Eleccions
- Comissió Acadèmica
- Comissió d'Infància i Adolescència

## Publicacions
El Col·legi de Professionals de la Ciència Política i de la Sociologia de Catalunya va editar entre 1996 i 2012 la revista Àmbits de Política i Societat, una publicació de temporalitat trimestral que es dedicava a l'anàlisi de temes actuals d’interès polític i social amb la presentació de temes clàssics del pensament polític i social català. Aquesta publicació era en format paper, tot i que actualment es poden consultar íntegrament en format digital i obert. Es van publicar un total de 48 números.
Des de 2012 la publicació va adoptar un format híbrid, per una banda, és un format bloc on es publiquen articles de forma àgil sense esperar a tenir un número sencer i, alhora, conserva els monogràfics, que continuen la numeració i la impressió en paper al costat de la versió digital.
El Col·legi de Professionals de la Ciència Política i de la Sociologia de Catalunya, conjuntament amb l'Associació Catalana de Sociologia han estat els editors de la publicació Notes per a una història de la ciència política i de la sociologia catalanes, escrit pel Dr. Josep Maria Reniu, la catedràtica en sociologia Marta Soler i la sociòloga Eulàlia Solé.
Des de novembre de 2021 s'ha iniciat un nou format que passa a formar part de les publicacions del Col·legi, en aquest cas en format pòdcast amb el títol La mirada del Colpis.

## Premi Miquel Caminal i Anna Alabart
Des de 2018 el Col·legi atorga els Premis Miquel Caminal i Anna Alabart als millors Treballs de Final de Grau de les titulacions de Ciència Política, Gestió i Administració Pública, Sociologia, Relacions Internacionals, Seguretat i Filosofia, Política i Economia amb l'objectiu d'identificar i reconèixer el talent emergent.
Poden participar en aquestes convocatòries els alumnes de 4t curs dels graus de Ciència Política, Gestió i Administració Pública, Sociologia, Relacions Internacionals, Seguretat i Filosofia, Política i Economia de les universitats catalanes, tant públiques com privades, així com dels centres associats de la UNED a Catalunya. També els estudiants catalans d’aquestes disciplines inscrits en centres de fora del Principat.
Aquests premis, tanmateix, tenen com a objectiu reconèixer dues figures molt rellevants de la Ciència Política i de la Sociologia a Catalunya, com són el politòleg en Miquel Caminal i Badia i la sociòloga n'Anna Alabart i Vila.